# Хронологія відносин України з ЄС
Ця стаття описує хронологію відносин між Україною та Європейським Союзом (ЄС) після здобуття Україною незалежності у 1991 році.

## 1990-ті

### 1991
- 2 грудня — ЄС опублікував декларацію, у якій було відзначено демократичний характер Всеукраїнського референдуму щодо незалежності та пролунав заклик до України підтримувати з ЄС відкритий і конструктивний діалог, спрямований на забезпечення виконання всіх колишніх зобов’язань СРСР.[1][2]

### 1992
- 30 січня — Україна стала членом Наради з безпеки та співробітництва в Європі (НБСЄ/ОБСЄ). Це була перша європейська структура, членом якої стала Україна.[2]
- 11 лютого — Протокол згоди між ЄС і новими незалежними державами про реалізацію програм технічної допомоги.[3][4][5]
- 26 лютого — Україна підписала Гельсінський заключний акт НБСЄ 1975 року.[2]
- 2 березня — Рада ЄС запропонувала укласти угоди про партнерство і співробітництво з усіма республіками пострадянського простору, за винятком країн Балтії.[2]
- 6 квітня —  Директива Єврокомісії до Ради Міністрів ЄС про започаткування переговорів щодо укладення угод про співробітництво з Бєларуссю, Казахстаном, Росією, Україною.[3]
- 14 липня — Україна заявила про бажання приєднатися до найстарішої загальноєвропейської політичної установи — Ради Європи.[2]
- 14 вересня — У Брюсселі відбулася перша зустріч Україна—ЄС на найвищому рівні між Президентом України Леонідом Кравчуком та Головою Комісії Європейських Співтовариств Жаком Делором, який, зокрема, наголосив, що ЄС буде співпрацювати з Україною, якщо вона підтвердить свій без’ядерний статус.[2] Кравчук і Делор також видали спільну заяву від імені України та Єврокомісії, у якій вказали, що вважають чинними Угоду про торгівлю і торговельно-економічне співробітництво та Угоду про торгівлю текстильними товарами між ЄС та колишнім СРСР у відносинах між ЄС та Україною з необхідністю подальшого юридичного оформлення цього стану відносин. Також вони висловили наміри укласти угоду нового покоління про партнерство і співробітництво між Україною та ЄС.[6]
- 16 вересня — Україна отримала статус «спеціально запрошеного гостя» в Парламентській асамблеї Ради Європи (ПАРЄ).[2]

### 1993
- початок року — Україну включено в систему загальних преференцій ЄС, завдяки чому більшість українських товарів отримала безмитний доступ на ринок ЄС або для них встановлювалося мінімальне мито.[2]
- 23−24 березня, 8−9 червня та 25−26 грудня —  Переговори щодо Угоди про партнерство і співробітництво між Україною та ЄС на найвищому рівні.[3]
- 5 травня — Підписана угода між Європейськими спільнотами та Україною про торгівлю текстильними виробами.[3]
- 2 липня — Верховна Рада України ухвалила Постанову «Про Основні напрями зовнішньої політики України», у якій зокрема декларувався намір України стати членом Європейських Співтовариств (ЄС), а також інших західноєвропейських або загальноєвропейських структур за умови, що це не шкодитиме національним інтересам України. Також декларувався намір укласти з ЄС Угоду про партнерство і співробітництво на шляху до отримання асоційованого, а згодом — повного членства в ЄС.[2][з 1]
- жовтень — Відкриття Представництва Комісії ЄС у Києві.[2]

### 1994
- 9–11 березня —  Візит Трійки ЄС (країни колишнього, нинішнього і наступного головуючого) до Києва. Зустрічі з Президентом України і Головою ВР України. Перше засідання Україна—Трійка ЄС на рівні Міністрів закордонних справ. Надалі такі засідання відбувались регулярно двічі на рік.[3][2]
- 14 червня — Україна першою серед пострадянських країн підписала Угоду про партнерство і співробітництво з ЄС, яка заклала правові основи для інтеграції України до європейських структур.[2][з 2] Спеціальна резолюція Ради Міністрів ЄС щодо України.[3]
- 31 жовтня — Спеціальна резолюція Ради Міністрів ЄС щодо України.[3]
- 10 листопада — Верховна Рада України ратифікувала Угоду про партнерство і співробітництво між Україною та ЄС.[2][з 2][з 3]
- 28 листопада —  Рішення Ради Міністрів ЄС про спільну позицію щодо України.[3]

### 1995
- 24 березня — Перше засідання Спільного комітету Україна—ЄС. Розглянуто питання міжгалузевої співпраці України з Європейським Союзом.[3]
- 1 червня —  Зустріч Президента України Леоніда Кучми з Президентом Європейської Комісії Жаком Сантером. У Брюсселі підписано Тимчасову угоди про торгівлю та питання, пов'язані з торгівлею, що мала застосовуватися до набрання чинності Угодою про партнерство та співробітництво.[3][з 4][2]
- початок липня — Президент України Леонід Кучма виступив у Німецькому товаристві зовнішньої політики з доповіддю «Україна на шляху до Європи», у якій проголосив одним зі стратегічних пріоритетів України активну участь як у виробленні майбутньої загальноєвропейської архітектури, так і активне співробітництво з діючими європейськими структурами — ОБСЄ, НАТО, ЄС, ЗЄС.[2][7]
- липень — У Брюсселі відкрито Представництво України при Європейських Співтовариствах.[2]
- 9 листопада — Україна набула офіційного статусу повноправного члена Ради Європи.[2]
- 30 листопада — Президент України Леонід Кучма затвердив Тимчасову торгівельну угоду між Україною та ЄС, підписану 1 червня 1995 року.[з 4]

### 1996
- 23 квітня — Президент Кучма здійснив офіційний візит до Страсбурга, де виступив на засіданні Парламентської асамблеї Ради Європи.[8][9] У промові він зокрема вперше проголосив про бажання України стати повноправним членом Європейського Союзу.[2][10]
- 6–7 травня — Засідання Спільного комітету Україна—ЄС. Обговорено стан ратифікації Угоди про партнерство та співробітництво, питання надання Україні статусу країни з перехідною економікою.[3]
- червень — Європейський Союз визнав за Україною статус країни з перехідною економікою.[2]
- 12–13 вересня — Візит члена Європейської Комісії X. Ван ден Брука до Києва. Підписання індикативної програми Тасіс для України на 1996−1999 роки та Фінансового протоколу про спільний план дій ЄС/Великої Сімки стосовно реструктуризації української енергетичної галузі.[3]
- 6 грудня — Рада Європейського Союзу прийняла План дій щодо України і висловила готовність розвивати і посилювати політичні і економічні відносини з Україною.[3]

### 1997
- 5 лютого — В ході засідання Україна—Трійка ЄС на рівні Міністрів закордонних справ обговорено шляхи імплементації Плану дій щодо України, можливість  відкриття у Києві центру документації ЄС.[3]
- 17–18 квітня —  Засідання Спільного комітету Україна—ЄС, на якому обговорено проблеми торгово-економічного співробітництва.[3]
- 15 липня — Підписано Угоду між Європейською спільнотою з вугілля та сталі та урядом України про торгівлю сталеливарними виробами.[3]
- 5 вересня — Перший саміт Україна—ЄС у Києві, що підтвердив європейський вибір України. Обговорено наявні проблеми в договірно-правовій сфері, розглянуто шляхи економічного співробітництва.[3]
- 1 грудня — Україна в односторонньому порядку ввела безвізовий режим для власників дипломатичних паспортів країн-членів ЄС.[3]

### 1998
- 24 лютого — Президент Кучма утворив Українську частину Ради з питань співробітництва між Україною та ЄС та Українську частину Комітету з питань співробітництва між Україною та ЄС.[з 5]
- 1 березня — Набула чинності Угода про партнерство і співробітництво між Україною та ЄС.[2][з 2]
- 8–9 червня — Перше засідання Ради з питань співробітництва між Україною та ЄС. Схвалено Правила процедури Ради співробітництва, прийнято Спільну робочу програму з імплементації УПС на 1998−1999 роки. Україна офіційно заявила про прагнення набути статусу асоційованого членства ЄС.[3]
- 11 червня — Президент Кучма затвердив Стратегію інтеграції України до ЄС, у якій зокрема було зазначено, що національними інтересами України є набуття повноправного членства в ЄС, і визначалися основні пріоритети діяльності органів виконавчої влади на період до 2007 року, протягом якого мали бути створені передумови, необхідні для набуття Україною повноправного членства в Європейському Союзі. Середньостроковою метою стратегії визначалося набуття статусу асоційованого члена ЄС.[з 6]
- 12 червня — Кабінет Міністрів України прийняв постанову «Про запровадження механізму адаптації законодавства України до законодавства Європейського Союзу».[з 7]
- 13 липня — Кабінет Міністрів України затвердив положення про Українську частину Комітету з питань співробітництва між Україною та ЄС та включив до її складу 4 осіб[к 1].[з 8]
- серпень-вересень — Місія спеціального представника уряду України по столицях країн-членів ЄС.[3]
- 16 жовтня — У Відні пройшов другий Саміт Україна—ЄС, на якому обговорено подальші можливості співробітництва у галузях зовнішньої та безпекової політик та охарактеризовано стан відносин між Україною та ЄС як «стратегічне та унікальне партнерство».[3]
- 5 листопада — Відбулося перше засідання Комітету з питань співробітництва між Україною та ЄС та утворено 6 підкомітетів.[3]
- 11–12 грудня — У Відні пройшов Саміт ЄС, на якому ухвалено рішення про розробку Спільної стратегії ЄС щодо України.[3]
- грудень — Почав роботу Парламентський комітет співробітництва Україна—ЄС.[3]

### 1999
- 26–27 квітня — Друге засідання Ради з питань співробітництва між Україною та ЄС, на якому розглянуто економічні аспекти двосторонніх відносин і відзначено успішність реалізації Спільної робочої програми з імплементації Угоди про партнерство та співробітництво.[3]
- 3–4 червня — У Кельні пройшов саміт ЄС, на якому ЄС визнав досягнення якісно нового рівня у стосунках з Україною.[3]
- 23 липня — У Києві відбувся третій Саміт Україна—ЄС, на якому ЄС визнав успіхи курсу України на інтеграцію до ЄС та підтвердив намір сприяти вступу України до Світової організації торгівлі. Почалася робота щодо запровадження зони вільної торгівлі між Україною та ЄС.[3]
- 26 липня — Кабінет Міністрів України утворив при Міністерстві юстиції Центр перекладів актів європейського права на виконання Указу Президента від 9 лютого «Про заходи щодо вдосконалення нормотворчої діяльності органів виконавчої влади».[з 9][з 10]
- 16 серпня — Кабінет Міністрів України затвердив Концепцію адаптації законодавства України до законодавства ЄС.[з 11]
- 23 вересня — В ході засідання Україна—Трійка ЄС на рівні Міністрів закордонних справ ЄС відзначив важливість проєвропейського вибору України, наголосив на повазі до європейського курсу України і ознайомив з основними положеннями Спільної стратегії ЄС щодо України.[3]
- 6 грудня — Зустріч Президента України Леоніда Кучми з Президентом Єврокомісії Романо Проді.[3]
- 11 грудня — ЄС ухвалив Спільну стратегії ЄС щодо України на саміті у Гельсінкі.[3][з 12]

## 2000-ні

### 2000
- 25 січня — В ході засідання Україна—Трійка ЄС на рівні Міністрів закордонних справ Головуюча в ЄС Португалія передала українській стороні Робочий план реалізації Спільної стратегії ЄС щодо України.[3]
- 23 травня — Заплановано Третє засідання Ради з питань співробітництва між Україною та ЄС.[3]
- 15 вересня — У Парижі пройшов 4-й саміт Україна—ЄС.

### 2001
- 21 серпня — Президент Кучма утворив Міністерство економіки та з питань європейської інтеграції шляхом перейменування Міністерства економіки.[11]
- 30 серпня — Міністра економіки Олександра Шлапака було призначено першим Міністром економіки та з питань європейської інтеграції України.[12][13]
- 11 вересня — У Ялті відбувся 5-й саміт Україна—ЄС, на якому керівники ЄС та Президент України Леонід Кучма підтвердили свої зобов’язання щодо посилення стратегічного партнерства між Україною та ЄС.[3]

### 2002
- 4 липня — У Копенгагені відбувся 6-й саміт Україна—ЄС.
- 11 листопада — Перше засідання Україна—Трійка ЄС з метою обговорення питань співробітництва в галузі юстиції та внутрішніх справ.[3]
- 27 листопада — У Брюсселі пройшло 5-те засідання Комітету з питань співробітництва Україна—ЄС з метою обговорення питань співробітництва в рамках УПС, впливу розширення ЄС на Україну, ініціативи ЄС «Нові сусіди» та політики України «Європейський вибір».[3][14]

### 2003
- 7 лютого — У Києві відбулося засідання Трійка ЄС—Україна на міністерському рівні. Делегацію ЄС очолював Генеральний секретар Ради Європейського союзу і Верховний Представник ЄС з питань спільної зовнішньої та політики безпеки Хав'єр Солана, а українську сторону представляв Міністр закордонних справ Анатолій Зленко. Впродовж свого візиту до Києва Хав'єр Солана також зустрівся з Президентом України Леонідом Кучмою.[3]
- 17 березня — Міністр економіки України Валерій Хорошковський та Член Європейської Комісії з питань торгівлі ЄС Паскаль Ламі підписали двосторонню угоду Україна—ЄС щодо доступу до ринку, якою ЄС зокрема підтвердив свою підтримку вступу України до СОТ.[3][15]
- 18 березня — У Брюсселі пройшло 6-те засідання Ради з питань співробітництва Україна—ЄС, впродовж якого сторони обговорили питання двосторонніх відносин, поточні події та міжнародні питання обопільного інтересу. Делегацію ЄС представляли Міністр закордонних справ Греції Йоргос Папандреу, Хав'єр Солана та Член Єврокомісії пан Паттен, а українську делегацію очолював Премʼєр-міністр Віктор Янукович.[3]
- 11–12 вересня — Єврокомісар з питань розширення Ґюнтер Фергойґен відвідав Україну для обговорення впровадження Ініціативи «Розширена Європа — Сусідство».[3]
- 7 жовтня — 7-й саміт Україна—ЄС у Ялті.
- 11 грудня — 6-те засідання Комітету з питань співробітництва Україна—ЄС.[3]

### 2004
- 27 січня — У Києві пройшов перший раунд консультацій щодо Плану Дій Україна—ЄС.[3]
- 24 лютого — У Брюсселі пройшов другий раунд консультацій щодо Плану Дій Україна—ЄС.[3]
- 30 березня — Поширення Угоди про партнерство та співробитництво на країни, що мали приєднатися до ЄС 1 травня.[3]
- березень-липень — Продовження консультацій щодо Плану дій Україна—ЄС.[3]
- 1 травня — Внаслідок історичного розширення ЄС Україна та ЄС стали безпосередніми сусідами — до ЄС зокрема приєдналися країни-сусіди України Польща, Словаччина та Угорщина.
- 12 травня — Єврокомісія схвалила Стратегію ЄС щодо Європейської політики сусідства.[3][16]
- 8 липня — 8-й саміт Україна—ЄС у Гаазі. Дві сторони погодилися, що Україна має отримати статус ринкової економіки, як тільки будуть виконані необхідні умови.[17]
- 28 жовтня — Резолюція Європарламенту щодо майбутніх президентських виборів в Україні.[18]
- 22 листопада — ЄС заявив про те, що президентські вибори в Україні, що пройшли напередодні, не відповідали міжнародним стандартам демократичних виборів і закликав українську владу переглянути результати виборів.[19]
- кінець листопада—початок грудня — Високий представник ЄС з питань спільної зовнішньої політики та політики безпеки Хав’єр Солана тричі відвідав Київ, щоб посприяти проведенню переговорів щодо врегулювання політичної кризи в Україні.[3]
- 2 грудня — Резолюція Європарламенту щодо ситуації в Україні.[20]
- 9 грудня — Єврокомісія презентувала План дій для України, однак рекомендувала Раді ЄС передати його на затвердження Раді з питань співробітництва Україна—ЄС вже після проведення чесних президентських виборів.[21][22]
- 16–17 грудня — Декларація Європейської ради щодо України, ухвалена у Брюсселі.[23]

### 2005
- 13 січня — Європейський Парламент ухвалив резолюцію щодо результату президентських виборів в Україні, у якій привітав проведення чесних виборів та закликав Раду ЄС, Єврокомісію та країни-члени ЄС переглянути старі плани співпраці з Україною і встановити тісніші звʼязки з Україною, а також проголосити чіткі перспективи української євроінтеграції, що згодом може привести до повноправного членства в ЄС.[24][25][26]
- 21 січня — Високий представник ЄС з питань спільної зовнішньої політики та політики безпеки Хав’єр Солана відвідав Україну з нагоди інавгурації Президента України Віктора Ющенка.[3]
- 23 січня — Комісар ЄС з питань зовнішніх зносин Беніта Ферреро-Вальднер відвідала Україну з нагоди інавгурації Президента України Віктора Ющенка.[3]
- 31 січня — Комісар Беніта Ферреро-Вальднер і Високий представник ЄС Хав’єр Солана подають на розгляд Ради Європейського Союзу «10 пунктів», спрямованих на максимізацію переваг Плану дій Україна—ЄС.[3]
- 12 лютого — Кабінет Міністрів України схвалив План дій Україна—ЄС.[27][28]
- 21 лютого:
  - Рада Європейського Союзу із загальних питань та зовнішніх зносин схвалила висновки щодо України (включаючи «10 пунктів»).[3]
  - Рада з питань співпраці Україна—ЄС схвалила План дій Україна—ЄС.[3][27]
- 26 липня — Президент України Віктор Ющенко в односторонньому порядку встановив безвізовий режим для громадян держав—членів ЄС.[29][30]
- 1 грудня — 9-й саміт Україна—ЄС у Києві.
- 23 грудня — Рада Європейського Союзу надала Україні статус країни із ринковою економікою.[3]

### 2006
- 2–3 березня — Комісар ЄС з питань зовнішніх зносин Беніта Ферреро-Вальднер відвідала Київ з нагоди зустрічі міністрів закордонних справ Україна—Трійка ЄС.[3]
- 10–11 квітня — Рада ЄС обговорила ситуацію в Україні, що склалася у зв'язку з парламентськими виборами 26 березня, та зазначила, що вибори були вільними та чесними.[3]
- 31 травня—1 червня — Спільне засідання Підкомітету № 4 з питань енергетики, транспору, ядерної безпеки та екології.[3]
- 7 липня — Спільне засідання Підкомітету Україна—ЄС № 5 з митного і транскордонного співробітництва.[3]
- 20 липня — Черговий раунд переговорів з питань укладення угод про спрощення візового режиму та реадмісію між Україною та ЄС.[3]
- 27 жовтня — 10-й саміт Україна—ЄС у Гельсінкі.[3]

### 2007
- 1 січня — Румунія та Болгарія приєдналися до ЄС — збільшився сухопутний кордон між Україною та ЄС, ЄС отримав вихід до Чорного моря.[31]
- 5 березня — Розпочато переговори про укладення нової посиленої угоди на заміну Угоди про партнерство та співробітництво.[32][33]
- 11 квітня — Єврокомісія запропонувала нову ініціативу «Чорноморська синергія».[34]
- 18 червня — У місті Люксембурзі відбулося засідання Ради співпраці Україна—Європейський Союз, на якій було підписано угоди між Україною та ЄС про спрощення оформлення віз[з 13] та про реадмісію осіб[35][з 14][з 15].[36][37]
- 14 вересня — 11-й саміт Україна—ЄС у Києві.
- 29 листопада — Рада ЄС офіційно затвердила угоду про спрощення оформлення віз та про реадмісію осіб.[38][39]

### 2008
- 1 січня — Набула чинності угода про спрощення оформлення віз.[40][з 16][41]
- 15 січня — Верховна Рада України ратифікувала угоди про спрощення оформлення віз та про реадмісію осіб.[з 13][з 14]
- 14 лютого — У Києві відбулася перша міністерська зустріч між ЄС та Організацією Чорноморського економічного співробітництва (ОЧЕС), на якій зокрема було офіційно запущено співробітництво в рамках Чорноморської синергії.[31][42]
- 18 лютого — Почалися переговори щодо угоди про вільну торгівлю.[3]
- 26 березня — Спільна доповідь ЄС та України про виконання Плану дій Україна—ЄС.[3][43]
- 9 вересня — 12-й саміт Україна—ЄС у Парижі.[44] Сторони досягнули домовленості, що нова посилена угода буде називатися Угодою про асоціацію.[33]
- жовтень — Початок візового діалогу щодо встановлення безвізового режиму між Україною та ЄС у довгостроковій перспективі.[45]
- листопад — Почалися переговори щодо приєднання України до Енергетичного співтовариства.[45]
- грудень — Україна та Єврокомісія підписали нову адміністративну домовленість щодо поглиблення співпраці у сфері цивільного захисту.[45]
- 3 грудня — Єврокомісія опублікувала текст пропозиції щодо утворення нової ініціативи під назвою «Східне партнерство».[46][47]

### 2009
- 23 березня — Спільна міжнародна конфереція України та ЄС щодо модернізації газотранспортної системи України.[3][48]
- 23 квітня — Єврокомісія опублікувала Звіт щодо України як частину звіту щодо провадженні Європейської політики сусідства у 2008 році.[49][50][45]
- 7 травня — У Празі відбувся установчий саміт ініціативи «Східне партнерство» між країнами ЄС та 6-ма східноєвропейськими країнами, включно з Україною.[51][52]
- 16 червня — Рада з питань співробітництва Україна—ЄС у Люксембурзі прийняла Порядок денний асоціації Україна—ЄС.[3]
- 23 листопада — Набрав чинності Порядок денний асоціації Україна—ЄС.[53]
- 1 грудня — Із набуттям чинності Лісабонського договору, Представництво Єврокомісії в Україні стало Представництвом Європейського Союзу.[54]
- 4 грудня — 13-й саміт Україна—ЄС у Києві.

## 2010-ті

### 2010
- 26 січня — Прийнято Пріоритети Порядку денного асоціації Україна—ЄС на 2010 рік.[3]
- 25 лютого — Європарламент схвалив резолюцію по ситуації в Україні, в якій, зокрема, визнається право України на приєднання до ЄС. Також Єврокомісії надається мандат задля роботи над «дорожньою картою» безвізових подорожей між Україною та країнами ЄС[55].
- 5 квітня — Набув чинності Візовий кодекс ЄС.[3][56]
- 12 травня — Публікація регулярного Звіту щодо прогресу України.[3][уточнити]
- 15 червня — У Люксембурзі пройшло 14-те засідання Ради з питань співробітництва Україна—ЄС.[3][57]
- 24 вересня — У місті Скоп'є підписано Протокол про приєднання України до Енергетичного співтовариства.[58][59][60]
- 22 листопада — 14-й саміт Україна—ЄС у Брюсселі.
- 25 листопада — Європарламент ухвалив резолюцію щодо України, у якій підкреслив, що Україна має право подати заявку на членство в ЄС і має європейську перспективу, а також привітав досягнення консенсусу між українським урядом та опозицією щодо євроінтеграційних устремлінь України та її довгострокової мети стати членом ЄС. Також у резолюції було висловено стурбованість щодо повідомлень про тиск на демократичні права та свободи упродовж останніх місяців і щодо суперечливих повідомлень про проведені 31 жовтня місцеві вибори.[61][62][63][64][65]
- 15 грудня — Верховна Рада України ратифікувала Протокол про приєднання України до Енергетичного співтовариства.[58]

### 2011
- 1 лютого — Набув чинності Протокол про приєднання України до Енергетичного співтовариства.[59]
- 29–30 вересня — 2-й саміт Східного партнерства у Варшаві.[46]
- 19 грудня — 15-й саміт Україна—ЄС у Києві. На саміті було оголошено про завершення переговорів щодо майбутньої Угоди про асоціацію.[33]

### 2012
- 30 березня — На рівні глав переговорних делегацій відбулося парафування Угоди про асоціацію.[33]
- 19 липня — Парафовано розділ Угоди про асоціацію щодо створення зони вільної торгівлі.[33]
- 23 липня — Зустріч Міністрів закордонних справ країн Східного партнерства.[46]
- кінець 2012 року—середина 2013 року — Здійснювався офіційний переклад проєкту Угоди про асоціацію українською і мовами держав-членів ЄС.[33]
- 10 грудня — Заключення Ради ЄС з закордонних справ щодо України.[66]

### 2013 (до 20 листопада)
- 25 лютого — 16-й саміт Україна—ЄС у Брюсселі.
- 15 травня — Колегія Єврокомісії ухвалила рішення рекомендувати Раді ЄС підписати Угоду про асоціацію, а також дозволити її тимчасове застосування до завершення процедур ратифікації державами-членами ЄС.[33]
- 9 серпня — Проєкт Угоди про асоціацію був оприлюднений на Урядовому порталі.[33]

### Євромайдан і Революція гідності (21 листопада 2013—22 лютого 2014)

#### 2013 (з 21 листопада)
- 21 листопада:
  - Кабінет Міністрів України вирішив призупинити процес підготовки до підписання Угоди про асоціацію з Євросоюзом.[67][68]
  - Початок Євромайдану. Увечері на Майдані незалежності зібралося більше 1500 людей, що протестували проти призупинення процесу євроінтеграції.[69] Акція протесту тривала усю ніч.[70]
- 22 листопада — Акції протесту (євромайдани) почалися у багатьох містах України.[71]
- 24 листопада —  У центрі Києві зібралися більше 100 тисяч людей на мітингу «За європейську Україну».[72]
- 28–29 листопада — 3-й саміт Східного партнерства у Вільнюсі:
  - 28 листопада — Україна та ЄС парафували Угоду про спільний авіаційний простір.[73]
  - 29 листопада — Президент України Віктор Янукович не підписав Угоду про асоціацію з ЄС через тиск Росії і запропонував провести тристоронні переговори між Україною, Росією та ЄС.[74]
- 30 листопада — О 4-й ранку спецпідрозділ «Беркут» жорстоко розігнав Євромайдан на Майдані Незалежності.[75] Євросоюз рішуче засудив надмірне застосування сили і закликав притягти винних до відповідальності.[76] Посли США та ЄС закликали уникати ескалації та не застосовувати силу проти демонстрантів.[77] Заходи на підтримку євроінтеграції почали переростати в антивладні протести, пізніше названі Революцією гідності.[78]
- 8 грудня — Президент Європарламенту Мартін Шульц закликав президента Януковича дослухатися до голосів людей, які мітингують на Майдані Незалежності у Києві.[79]
- 12 грудня:
  - Європарламент прийняв резолюцію щодо України, у якій закликав до негайної роботи посередницької місії ЄС для допомоги у розвʼязанні кризи в Україні.[80][81]
  - У Брюсселі зустрілися Перший віце-премʼєр-міністр України Сергій Арбузов та Комісар ЄС з питань розширення і політики сусідства Штефан Фюле, на якій домовилися підготувати дорожню карту щодо імплементації Угоди про асоціацію.[82][83]
- 14 грудня — Штефан Фюле заявив, що роботу з Україною щодо асоціації з ЄС призупинено, оскільки аргументи української влади щодо непідписання угоди «не мають зв'язку з реальністю». Він закликав українську владу бути гранично чесними і сказав, що подальше обговорення залежить від чіткого наміру підписати угоду.[84][85]
- 20 грудня — Європейська рада підтвердила готовність ЄС підписати Угоду про асоціацію, як тільки Україна буде до цього готовою.[86]

#### 2014 (до 22 лютого)
- 17 січня — Високопосадовці ЄС закликали президента Януковича не підтримувати «диктаторські закони», ухвалені 16 січня.[87]
- 20 січня — Рада ЄС офіційно висловила глибоке занепокоєння з приводу диктаторських законів і закликала усі сторони до діалогу.[88]
- 28–30 січня — Делегація Європарламенту відвідала Київ, де зустрілися з лідерами опозиції та окремими представниками влади. Водночас президент Янукович не зустрівся з членами делегації через нібито хворобу.[89][90]
- 6 лютого — Європарламент ухвалив резолюцію щодо України, в якій зокрема закликав країни-члени ЄС до підготовки персональних санкцій проти українських чиновників, законодавців та олігархів, причетних до розгону Майдану та смертей активистів.[91][92]
- 10 лютого — Засідання Ради ЄС з закордонних справ щодо Східного партнерства та України.[93][94]
- 19 лютого:
  - Держави-члени ЄС попередньо домовились про санкції щодо осіб відповідальних за ескалацію насильства в Україні, що відбулося протягом останньої доби.[95] До того такі заходи також анонсували Президент Єврокомісії Жозель Мануель Баррозу та Голова Європейської ради Герман ван Ромпей.[96][97][98]
  - Європейський інвестиційний банк заморозив діяльність в Україні.[99]
- 20 лютого:
  - Вдень у Києві майже 6 годин тривала зустріч Міністрів закордонних справ Польщі, Німеччини та Франції з президентом Януковичем.[100] Перед тим відбулася зустріч міністрів з лідерами української опозиції.[101]
  - Рада ЄС погодила введення фінансових та візових санкцій щодо винних у застосуванні насильства в Україні.[102][103][104]
- ніч з 20 на 21 лютого — Більше 9 годин в Адміністрації Президента України тривали переговори за участю лідерів опозиції Арсенія Яценюка, Олега Тягнибока, Віталія Кличка, глави МЗС Німеччини Франка-Вальтера Штайнмайєра, глави МЗС Польщі Радослава Сікорського та російського омбудсмена Володимира Лукіна щодо врегулювання ситуації в Україні. Під час зустрічі також були присутні посол Росії в Україні Михайло Зурабов та посол Франції в Україні Алан Ремі.[105][106][107] Президент Віктор Янукович, лідери опозиції, представники Євросоюзу та Росії домовилися парафувати Угоду з врегулювання кризи.[108][109]
- 21 лютого — Три лідери опозиції і президент Янукович підписали Угоду щодо врегулювання кризи. Підписання угоди засвідчили Глави МЗС Польщі Радослав Сікорський та Німеччини Франк-Вальтер Штайнмайер, з боку Франції був присутній глава Департаменту континентальної Європи МЗС Франції Ерік Фурньє. Водночас омбудсмен Росії Володимир Лукін відмовився засвідчувати угоду і під час підписання був відсутній.[110][111][112] Високі посадовці ЄС привітали підписання угоди.[113]

### 2014 (з 23 лютого)
- 27 лютого — Після початку окупації Криму Росією Європарламент ухвалив резолюцію стосовно ситуації в Україні, в якій нагадав Росії про її зобовʼязання в рамках Будапештського меморандуму щодо гарантій безпеки України.[114]
- 6 березня — Позачерговий саміт ЄС у Брюсселі щодо ситуації в Україні за участю Прем'єр-міністра України Арсенія Яценюка. На саміті зокрема обговорювалися триваюча агресія Росії у Криму та підтримка України, а також було вирішено підписати політичну частину Угоди про асоціацію до президентських виборів 25 травня.[115]
- 21 березня — У Брюсселі Прем'єр-міністр України Арсеній Яценюк та лідери країн ЄС підписали політичну частину Угоди про асоціацію України з ЄС.[116]
- 27 червня — У Брюсселі у межах саміту ЄС Президент України Петро Порошенко та лідери країн ЄС підписали другу (економічну) частину Угоди про асоціацію України з ЄС.[117][118]
- 16 вересня:
  - Верховна Рада України та Європейський парламент синхронно ратифікували Угоду про асоціацію між Україною та Європейським Союзом. За рішення проголосувало 355 з 450 народних депутатів України та 535 з 697 європарламентарів.[119]
  - Верховна Рада України ухвалила заяву «Про європейський вибір України» 289-ма голосами (з 450).[120]
- 1 листопада — Вступило в силу тимчасове застосування Угоди про Асоціацію, окрім частини про поглиблену і всеохопну зону вільної торгівлі між Україною та ЄС.[121][122] Впровадження зони вільної торгівлі було відкладено через протидію Росії.[123]
- 15 грудня — У Брюсселі відбулося перше засідання Ради асоціації Україна—ЄС.[124]
- за підсумком року — ЄС став головним торговельним партнером України як за експортом, так і за імпортом товарів.[125]

### 2015
- 15 січня — Європарламент ухвалив резолюцію щодо України, у якій зокрема жорстко засудив дії Росії в Україні.[126][127]

- 27 квітня — 17-й саміт Україна—ЄС у Києві.
- 21–22 травня — 4-й саміт Східного партнерства у Ризі.
- 7 грудня — У Брюсселі відбулося друге засідання Ради асоціації Україна—ЄС.[124]

### 2016
- 1 січня — Почалося тимчасове застосування Угоди про асоціацію у частині, що регламентує зону вільної торгівлі між Україною та ЄС.[128][122]
- 6 квітня — У Нідерландах відбувся консультативний референдум, на якому більшість виборців виступили проти затвердження Угоди про асоціацію з Україною. Після цього процес ратифікації Угоди було призупинено.[129][130]

- 24 листопада — 18-й саміт Україна—ЄС у Брюсселі.
- 19 грудня — У Брюсселі відбулося третє засідання Ради асоціації Україна—ЄС.[124]

### 2017
- 23 лютого — Верховна Рада ратифікувала Угоду між Урядом України і Європейським Союзом про участь України у програмі COSME[131][з 17].
- 17 травня — У Страсбурзі Європарламент та Рада ЄС ухвалили рішення про безвізовий режим для громадян України. Документ підписали голова Європейського парламенту Антоніо Таяні та Міністр внутрішніх справи Мальти, що тоді головувала у Раді ЄС, Кармело Абела.[132] На церемонії підписання документа був також присутній Президент України Петро Порошенко.[133]
- 1 червня — Нідерланди завершили ратифікацію Угоди про асоціацію з Україною.[134]
- 11 червня — Опівночі набув чинності безвізовий режим для України.[135]
- 11 липня — Рада ЄС завершила ратифікацію Угоди про асоціацію з Україною.[136]
- 12–13 липня — 19-й саміт Україна—ЄС у Києві.[137]
- 1 вересня — Набрала чинності Угода про асоціацію між Україною та ЄС.[138][139]
- 24 листопада — 5-й саміт Східного партнерства у Брюсселі.
- 8 грудня — У Брюсселі відбулося четверте засідання Ради асоціації Україна—ЄС.[124]

### 2018
- 9 липня — 20-й саміт Україна—ЄС у Брюсселі.[140]
- 17 грудня — У Брюсселі відбулося пʼяте засідання Ради асоціації Україна—ЄС.[124]

### 2019
- 7 лютого — Верховна Рада 334 голосами внесла поправки до Конституції, які закріпили курс на повноправне членство України в ЄС та НАТО.[141][142]
- 13 травня — Святкування 10-ї річниці Східного партнерства у Брюсселі за участі Президента України Петра Порошенка.[143]
- 8 липня — 21-й саміт Україна—ЄС у Києві.

## 2020-ті

### 2020
- 28 січня — У Брюсселі відбулося шосте засідання Ради асоціації Україна—ЄС.[124]
- 18 червня — Онлайн-зустріч глав держав Східного партнерства.[144]
- 6 жовтня — 22-й саміт Україна—ЄС у Брюсселі.

### 2021
- 11 лютого:
  - Європарламент схвалив резолюцію щодо прогресу реформ в Україні на 42 сторінки.[145][146]
  - У Брюсселі відбулося сьоме засідання Ради асоціації Україна—ЄС.[124]
- 12 жовтня — 23-й саміт Україна—ЄС у Києві, на якому зокрема підписано угоду про Спільний авіаційний простір[147].
- 6 грудня — 6-й саміт Східного партнерства у Брюсселі.

### 2022: заявка на вступ до ЄС та кандидатський статус
- 28 лютого — Президент України Володимир Зеленський підписав заявку на вступ України до ЄС.[148]
- 1 березня — Європейський парламент майже одностайно проголосував за резолюцію, у якій закликав інституції Європейського Союзу працювати над тим, щоб надати Україні статус кандидата на членство в Європейському Союзі.[149]
- 16 березня — Україна приєдналася до об’єднаної енергосистеми континентальної Європи ENTSO-E на рік раніше запланованого. Енергосистеми України та Молдови повністю синхронізовано з енергомережею континентальної Європи ENTSO-E.[150][151]
- 24 березня — Під час неформального саміту країн Європейського союзу, держави-члени підтримали європейські прагнення України та запропонували Європейській комісії надати свої висновки щодо заявки на членство в ЄС.[152]
- 8 квітня — Єврокомісія передала Україні першу частину опитувальника для отримання статусу кандидата.[153]
- 13 квітня — Єврокомісія передала Україні другу частину опитувальника для отримання статусу кандидата.[154]
- 18 квітня — Президент України Володимир Зеленський передав главі представництва ЄС в Україні заповнену першу частину опитувальника для отримання статусу кандидата.[155]
- 9 травня — Україна заповнила другу частину опитувальника для отримання статусу кандидата.[156]
- 17 червня — Європейська комісія рекомендувала Європейській раді надати Україні статус кандидата на вступ до ЄС[157].
- 23 червня:
  - Європейський парламент ухвалив резолюцію із закликом невідкладно надати статус кандидата на членство в Європейському Союзі для України.[158]
  - Україна отримала статус кандидата на членство у ЄС. Одночасно Україна отримала 7 вимог щодо реформ, які необхідно виконати, щоб зберегти цей статус.[159][160]
- 30 серпня — Україна прийняла закони про приєднання до Конвенції про процедуру спільного транзиту та до Конвенції про спрощення формальностей у торгівлі товарами (так званий «митний безвіз» з ЄС).[161]
- 5 вересня — У Брюсселі відбулося восьме засідання Ради асоціації Україна—ЄС.[162]
- 1 жовтня — Набуло чинності приєднання України до Конвенції про процедуру спільного транзиту та до Конвенції про спрощення формальностей у торгівлі товарами.[163][164][165]
- 15 грудня — Лідери ЄС погодили виділення Україні 18 млрд євро макрофінансової допомоги у 2023 році.[166]

### 2023
- 19 січня — Президент Євроради Шарль Мішель приїхав до Києва, де відвідав українських військових, що проходили реабілітацію, та виступив у Верховній Раді.[167][168]
- 2 лютого:
  - Напередодні 24-го Саміту Україна—ЄС, у Києві пройшло спільне засідання уряду України та Європейської комісії. Президентка Єврокомісії Урсула фон дер Ляєн підтвердила, що Україна обовʼязково стане членом ЄС.[169] Україна підписала угоду про участь України у програмі ЄС «Єдиний ринок».[170]
  - Європарламент закликав ЄС готувати початок переговорів про вступ України.[171]
  - Єврокомісія оприлюднила аналітичний звіт на 67 сторінок із стану наближення законодавства України до законодавства ЄС (так звані acquis).[172][173]
- 3 лютого — 24-й Саміт Україна—ЄС у Києві.[174] Єврокомісія погодилася навесні надати письмову оцінку прогресу України у виконанні кандидатських критеріїв.[175]
- 9 лютого — Президент України Володимир Зеленський взяв участь у спеціальному саміті ЄС у Брюсселі, зокрема присвяченому Україні, у межах свого другого закордонного візиту з моменту початку повномасштабного вторгнення Росії до України.[176] Виступ Зеленського у Європарламенті.[177] Виступ Зеленського на саміті.[178]
- 20 квітня — Україна приєдналася до Механізму цивільного захисту ЄС.[179]
- 22 червня — Єврокомісія представила перший «усний» звіт щодо виконання Україною кандидатських критеріїв, оцінивши прогрес їх виконання як «2 з 7».[180][181][182]
- 10 липня — Мобільні оператори ЄС та України погодили продовження на рік угоди про скасування роумінгової плати для громадян України.[183]
- 20 вересня — Почала роботу новий посол ЄС в Україні Катаріна Матернова.[184]
- 4 листопада — Візит Президентки Єврокомісії Урсули фон дер Ляєн до Києва та її виступ у Верховній Раді.[185][186][187]
- 8 листопада — Єврокомісія опублікувала детальний звіт на 152 сторінки щодо прогресу України у процесі вступу до ЄС, у якому: докладно оцінила стан наближення законодавства України до права ЄС за переговорними главами; визначила, що Україна повністю виконала 4 з 7 кандидатських критеріїв; а також рекомендувала Європейській раді офіційно розпочати з Україною переговори про вступ.[188][189][190]
- 21 листопада — Візит Президента Євроради Шарля Мішеля до Києва з нагоди 10-ї річниці Революції гідності.[191]
- 14 грудня — Рада Європейського Союзу вирішила розпочати переговори щодо вступу України до Європейського Союзу.[192]

### 2024
- 14 червня — погоджено переговорну рамку про вступ України до ЄС.[193]
- 25 червня — перша міжурядова конференція. Офіційний початок перемовин.[193]
- 9 липня — проведено першу двосторонню зустріч Україна—ЄС щодо оцінки адаптації українського законодавства до права ЄС.[194]
- 13 листопада — завершено оцінку законодавства за першим блоком переговорного процесу.[195]